# Lutnia (czasopismo)
Lutnia – polskie czasopismo (miesięcznik) śpiewacze ukazujące się w Poznaniu od czerwca do sierpnia 1939.

## Historia
Po upadku Przeglądu Muzycznego (1931) poznańskie środowisko śpiewacze pozbawione było swojego czasopisma. Podejmowano różne próby reaktywowania pisma śpiewaczego, do czego jednak doszło dopiero w czerwcu 1939 z inicjatywy poznańskiego Towarzystwa Śpiewaczego Lutnia, które pozostawało również wydawcą tytułu. Redaktorem naczelnym został Franciszek Sobkowiak. Według zamierzeń komitetu redakcyjnego pismo miało być poświęcone idei śpiewaczej oraz narodowej i miało łączyć wszystkie warstwy społeczne bez różnicy przekonań politycznych. Na łamach zamieszczano informacje z życia zespołów śpiewaczych, artykuły z zakresu twórczości muzycznej oraz historii ruchu śpiewaczego. Publikowano Kronikę chóralną, Kronikę muzyczną, Rady i wskazówki, jak również listy do redakcji. Wydano trzy numery (pierwszy, czerwcowy miał 32 strony, drugi, lipcowy – 24 strony, a trzeci, sierpniowy – 16 stron).
W piśmie publikowali m.in.: Roman Heising, Lucjan Kamieński, Franciszek Łukasiewicz, Janusz Nowak, Franciszek Sobkowiak, Jan Sztaudynger i Marian Weigt.